# Torneo WTA de Auckland 2013
El Torneo WTA International de Auckland de 2013 (conocido por motivos comerciales como ASB Clasic Open 2013) es un evento de tenis femenino perteneciente al WTA Tour. Se disputa en canchas duras, dentro de las instalaciones del ASB Tennis Centre en Auckland, Nueva Zelanda. Tiene lugar entre el 31 de diciembre de 2012 y el 5 de enero de 2013. 

## Cabeza de serie

### Individuales
| Tenista             | Ranking | Preclasificada |
| Agnieszka Radwanska | 4       | 1              |
| Julia Görges        | 18      | 2              |
| Yanina Wickmayer    | 23      | 3              |
| Jie Zheng           | 26      | 4              |
| Sorana Cirstea      | 27      | 5              |
| Yaroslava Shvedova  | 29      | 6              |
| Christina McHale    | 33      | 7              |
| Mona Barthel        | 39      | 8              |

### Dobles
| Tenista                            | Ranking | Preclasificada |
| Julia Goerges Yaroslava Shvedova   | 47      | 1              |
| Marina Erakovic Heather Watson     | 104     | 2              |
| Liga Dekmeijere Megan Moulton-Levy | 157     | 3              |
| Jill Craybas Eleni Daniilidou      | 171     | 4              |

- Rankings al 24 de diciembre de 2012.

## Campeones

### Individuales femeninos
Agnieszka Radwanska venció a  Yanina Wickmayer 6-4 6-4

### Dobles femenino
Cara Black /  Anastasia Rodionova derrotaron a  Julia Görges /  Yaroslava Shvedova por 2–6, 6–2, [10–5]